# Bóng đá tại Thế vận hội Mùa hè 2024 – Giải đấu Nam – Bảng C
Bảng C của giải bóng đá nam tại Thế vận hội Mùa hè 2024 diễn ra từ ngày 24 đến ngày 30 tháng 7 năm 2024. Bảng này bao gồm các đội tuyển Cộng hòa Dominica, Ai Cập, Tây Ban Nha và Uzbekistan. Hai đội đứng đầu giành quyền vào vòng đấu loại trực tiếp.

## Các đội tuyển
| Vị trí | Đội tuyển         | Nhóm | Liên đoàn | Tư cách vượt qua vòng loại                                    | Ngày vượt qua vòng loại | Tham dự Thế vận hội | Tham dự gần nhất | Thành tích tốt nhất    |
| ------ | ----------------- | ---- | --------- | ------------------------------------------------------------- | ----------------------- | ------------------- | ---------------- | ---------------------- |
| C1     | Uzbekistan        | 1    | AFC       | Á quân Cúp bóng đá U-23 châu Á 2024                           | 29 tháng 4 năm 2024     | 0 lần               | Lần đầu          | Lần đầu                |
| C2     | Tây Ban Nha       | 2    | UEFA      | Á quân Giải vô địch bóng đá U-21 châu Âu 2023                 | 2 tháng 7 năm 2023      | 11 lần              | 2020             | Huy chương Vàng (1992) |
| C3     | Ai Cập            | 3    | CAF       | Á quân Cúp bóng đá U-23 các quốc gia châu Phi 2023            | 4 tháng 7 năm 2023      | 12 lần              | 2020             | Hạng 4 (1928, 1964)    |
| C4     | Cộng hòa Dominica | 4    | CONCACAF  | Á quân Giải vô địch bóng đá U-20 Bắc, Trung Mỹ và Caribe 2022 | 1 tháng 7 năm 2022      | 0 lần               | Lần đầu          | Lần đầu                |

1. ↑  Các đội đủ điều kiện từ châu Á chưa được xác định ở thời điểm bốc thăm.

## Bảng xếp hạng
| VT | Đội               | ST | T | H | B | BT | BB | HS | Đ | Giành quyền tham dự                 |
| -- | ----------------- | -- | - | - | - | -- | -- | -- | - | ----------------------------------- |
| 1  | Ai Cập            | 3  | 2 | 1 | 0 | 3  | 1  | +2 | 7 | Đi tiếp vào vòng đấu loại trực tiếp |
| 2  | Tây Ban Nha       | 3  | 2 | 0 | 1 | 6  | 4  | +2 | 6 | Đi tiếp vào vòng đấu loại trực tiếp |
| 3  | Cộng hòa Dominica | 3  | 0 | 2 | 1 | 2  | 4  | −2 | 2 |                                     |
| 4  | Uzbekistan        | 3  | 0 | 1 | 2 | 2  | 4  | −2 | 1 |                                     |

Ở vòng tứ kết,
- Đội nhất bảng C là Ai Cập đấu với đội nhì bảng D là Paraguay.
- Đội nhì bảng C là Tây Ban Nha đấu với đội nhất bảng D là Nhật Bản.

## Các trận đấu

### Uzbekistan vs Tây Ban Nha
| Uzbekistan                 | 1–2      | Tây Ban Nha              |
| -------------------------- | -------- | ------------------------ |
| - Shomurodov 45+3' (ph.đ.) | Chi tiết | - Pubill 29' - Gómez 62' |

| Uzbekistan | Tây Ban Nha |

| GK               | 1  | Abduvohid Nematov         |     |     |
| RB               | 4  | Husniddin Aliqulov        |     |     |
| CB               | 3  | Abdukodir Khusanov        |     |     |
| CB               | 5  | Mukhammadkodir Khamraliev |     |     |
| LB               | 6  | Ibrokhimkhalil Yuldoshev  |     |     |
| CM               | 18 | Abdurauf Buriev           | 61' | 67' |
| CM               | 15 | Umarali Rakhmonaliev      |     |     |
| RW               | 7  | Abbosbek Fayzullaev       |     |     |
| AM               | 10 | Jasurbek Jaloliddinov     | 36' | 67' |
| LW               | 11 | Oston Urunov              |     | 59' |
| CF               | 14 | Eldor Shomurodov (c)      |     | 79' |
| Thay người:      |    |                           |     |     |
| FW               | 9  | Khusayin Norchaev         |     | 59' |
| FW               | 8  | Ruslanbek Jiyanov         |     | 67' |
| MF               | 17 | Diyor Kholmatov           | 68' | 67' |
| MF               | 19 | Ibrokhim Ibragimov        |     | 79' |
| Huấn luyện viên: |    |                           |     |     |
| Timur Kapadze    |    |                           |     |     |

| GK               | 1  | Arnau Tenas      |       |     |
| RB               | 2  | Marc Pubill      | 37'   |     |
| CB               | 5  | Pau Cubarsí      | 7'    | 45' |
| CB               | 4  | Eric García      |       |     |
| LB               | 3  | Juan Miranda     |       |     |
| CM               | 11 | Fermín López     |       | 76' |
| CM               | 6  | Pablo Barrios    |       |     |
| RW               | 14 | Aimar Oroz       |       | 76' |
| AM               | 10 | Álex Baena       |       | 87' |
| LW               | 17 | Sergio Gómez     |       |     |
| CF               | 9  | Abel Ruiz (c)    | 82'   | 87' |
| Thay người:      |    |                  |       |     |
| DF               | 12 | Jon Pacheco      |       | 45' |
| MF               | 16 | Adrián Bernabé   | 80'   | 76' |
| FW               | 7  | Diego López      |       | 76' |
| FW               | 18 | Samu Omorodion   | 90+8' | 87' |
| MF               | 8  | Beñat Turrientes |       | 87' |
| Huấn luyện viên: |    |                  |       |     |
| Santi Denia      |    |                  |       |     |

| Trợ lý trọng tài: Jerson Emiliano dos Santos (Angola) Stephen Yiembe (Kenya) Trọng tài thứ tư: Drew Fischer (Canada) Trợ lý trọng tài video: Lahlou Benbraham (Algérie) Trợ lý tổ trợ lý trọng tài video: Tatiana Guzmán (Nicaragua) |

### Ai Cập vs Cộng hòa Dominica
| Ai Cập | 0–0      | Cộng hòa Dominica |
| ------ | -------- | ----------------- |
|        | Chi tiết |                   |

| Ai Cập | Cộng hòa Dominica |

| GK               | 1  | Hamza Alaa         |     |     |
| RB               | 13 | Karim El Debes     |     | 87' |
| CB               | 5  | Hossam Abdelmaguid |     |     |
| CB               | 2  | Omar Fayed         | 68' |     |
| LB               | 4  | Ahmed Eid          |     |     |
| DM               | 17 | Mohamed Elneny (c) |     |     |
| CM               | 6  | Mohamed Shehata    |     |     |
| CM               | 3  | Ahmed Atef         |     | 87' |
| RF               | 14 | Ahmed Sayed        |     |     |
| CF               | 9  | Osama Faisal       |     | 77' |
| LF               | 10 | Ibrahim Adel       |     | 86' |
| Thay người:      |    |                    |     |     |
| FW               | 18 | Bilal Mazhar       |     | 77' |
| MF               | 11 | Mostafa Saad       |     | 86' |
| MF               | 19 | Mohamed Hamdy      |     | 87' |
| MF               | 8  | Ziad Kamal         |     | 87' |
| Huấn luyện viên: |    |                    |     |     |
| Rogério Micale   |    |                    |     |     |

| GK               | 1  | Xavier Valdez      |     |       |
| CB               | 4  | Edgar Pujol        |     |       |
| CB               | 12 | Joao Urbáez        |     |       |
| CB               | 5  | Luiyi de Lucas     |     |       |
| RM               | 18 | Nowend Lorenzo (c) |     | 77'   |
| CM               | 2  | Francisco Marizán  |     |       |
| CM               | 15 | Fabian Messina     | 44' | 76'   |
| CM               | 6  | Heinz Mörschel     |     |       |
| LM               | 9  | Rafael Núñez       |     | 90+3' |
| CF               | 11 | Peter González     |     | 77'   |
| CF               | 7  | Oscar Ureña        |     | 77'   |
| Thay người:      |    |                    |     |       |
| MF               | 14 | Omar de la Cruz    |     | 76'   |
| MF               | 3  | Josué Báez         | 85' | 77'   |
| FW               | 10 | Edison Azcona      |     | 77'   |
| FW               | 17 | José de León       |     | 77'   |
| DF               | 16 | Nelson Lemaire     |     | 90+3' |
| Huấn luyện viên: |    |                    |     |       |
| Ibai Gómez       |    |                    |     |       |

| Trợ lý trọng tài: Makoto Bozono (Nhật Bản) Naomi Teshirogi (Nhật Bản) Trọng tài thứ tư: Odette Hamilton (Jamaica) Trợ lý trọng tài video: Sivakorn Pu-udom (Thái Lan) Trợ lý tổ trợ lý trọng tài video: Héctor Paletta (Argentina) |

### Cộng hòa Dominica vs Tây Ban Nha
| Cộng hòa Dominica   | 1–3      | Tây Ban Nha                                |
| ------------------- | -------- | ------------------------------------------ |
| - Montes de Oca 38' | Chi tiết | - F. López 24' - Baena 55' - Gutiérrez 70' |

| Cộng hòa Dominica | Tây Ban Nha |

| GK               | 13 | Enrique Bösl        |       |     |
| CB               | 4  | Edgar Pujol         |       |     |
| CB               | 5  | Luiyi de Lucas      |       |     |
| CB               | 12 | Joao Urbáez         |       |     |
| RM               | 2  | Francisco Marizán   |       | 79' |
| CM               | 14 | Omar de la Cruz     |       | 60' |
| CM               | 6  | Heinz Mörschel      |       | 90' |
| CM               | 8  | Ángel Montes de Oca |       |     |
| LM               | 16 | Nelson Lemaire      |       | 60' |
| CF               | 18 | Nowend Lorenzo      |       | 46' |
| CF               | 10 | Edison Azcona (c)   | 45+1' |     |
| Thay người:      |    |                     |       |     |
| FW               | 11 | Peter González      |       | 46' |
| FW               | 9  | Rafael Núñez        |       | 60' |
| FW               | 7  | Oscar Ureña         |       | 60' |
| FW               | 17 | José de León        |       | 79' |
| MF               | 3  | Josué Báez          |       | 90' |
| Huấn luyện viên: |    |                     |       |     |
| Ibai Gómez       |    |                     |       |     |

| GK               | 1  | Arnau Tenas      |       |     |
| RB               | 20 | Juanlu Sánchez   |       |     |
| CB               | 4  | Eric García      |       |     |
| CB               | 5  | Pau Cubarsí      | 45+1' | 66' |
| LB               | 3  | Juan Miranda     |       | 66' |
| DM               | 6  | Pablo Barrios    |       | 66' |
| CM               | 11 | Fermín López     |       | 77' |
| CM               | 10 | Álex Baena       |       | 78' |
| RF               | 14 | Aimar Oroz       |       |     |
| CF               | 9  | Abel Ruiz (c)    |       |     |
| LF               | 17 | Sergio Gómez     |       |     |
| Thay người:      |    |                  |       |     |
| DF               | 12 | Jon Pacheco      | 90+3' | 66' |
| DF               | 15 | Miguel Gutiérrez |       | 66' |
| MF               | 16 | Adrián Bernabé   |       | 66' |
| MF               | 8  | Beñat Turrientes |       | 77' |
| FW               | 7  | Diego López      |       | 78' |
| Huấn luyện viên: |    |                  |       |     |
| Santi Denia      |    |                  |       |     |

| Trợ lý trọng tài: Ahmed Al-Rashadi (Các Tiểu vương quốc Ả Rập Thống nhất) Sabet Obaid Suroor Al-Ali (Các Tiểu vương quốc Ả Rập Thống nhất) Trọng tài thứ tư: Jelena Cvetković (Serbia) Trợ lý trọng tài video: Sivakorn Pu-udom (Thái Lan) Trợ lý tổ trợ lý trọng tài video: Khamis Al-Marri (Qatar) |

### Uzbekistan vs Ai Cập
| Uzbekistan | 0–1      | Ai Cập           |
| ---------- | -------- | ---------------- |
|            | Chi tiết | - Ahmed Koka 11' |

| Uzbekistan | Ai Cập |

| GK               | 1  | Abduvohid Nematov         |     |     |
| RB               | 4  | Husniddin Aliqulov        |     |     |
| CB               | 3  | Abdukodir Khusanov        |     |     |
| CB               | 5  | Mukhammadkodir Khamraliev |     |     |
| LB               | 13 | Zafarmurod Abdurakhmatov  |     |     |
| CM               | 18 | Abdurauf Buriev           |     | 72' |
| CM               | 17 | Diyor Kholmatov           |     | 64' |
| RW               | 7  | Abbosbek Fayzullaev       |     |     |
| AM               | 10 | Jasurbek Jaloliddinov     |     | 72' |
| LW               | 11 | Oston Urunov              |     | 46' |
| CF               | 14 | Eldor Shomurodov (c)      |     | 84' |
| Thay người:      |    |                           |     |     |
| FW               | 8  | Ruslanbek Jiyanov         |     | 46' |
| MF               | 15 | Umarali Rakhmonaliev      | 86' | 64' |
| MF               | 19 | Ibrokhim Ibragimov        |     | 72' |
| FW               | 9  | Khusayin Norchaev         |     | 72' |
| FW               | 20 | Alisher Odilov            |     | 84' |
| Huấn luyện viên: |    |                           |     |     |
| Timur Kapadze    |    |                           |     |     |

| GK               | 1  | Hamza Alaa         |       |       |
| RB               | 4  | Ahmed Eid          |       |       |
| CB               | 2  | Omar Fayed         |       |       |
| CB               | 5  | Hossam Abdelmaguid |       |       |
| LB               | 13 | Karim El Debes     |       |       |
| CM               | 6  | Mohamed Shehata    | 13'   | 64'   |
| CM               | 17 | Mohamed Elneny (c) |       |       |
| CM               | 12 | Ahmed Nabil Koka   |       |       |
| RF               | 14 | Ahmed Sayed        |       | 65'   |
| CF               | 9  | Osama Faisal       |       | 87'   |
| LF               | 10 | Ibrahim Adel       |       | 90+2' |
| Thay người:      |    |                    |       |       |
| MF               | 3  | Ahmed Atef         |       | 64'   |
| MF               | 11 | Mostafa Saad       |       | 65'   |
| FW               | 18 | Bilal Mazhar       | 90+4' | 87'   |
| MF               | 8  | Ziad Kamal         |       | 90+2' |
| Huấn luyện viên: |    |                    |       |       |
| Rogério Micale   |    |                    |       |       |

| Trợ lý trọng tài: Isaac Trevis (New Zealand) Bernard Mutukera (Quần đảo Solomon) Trọng tài thứ tư: Odette Hamilton (Jamaica) Trợ lý trọng tài video: Paolo Valeri (Ý) Trợ lý tổ trợ lý trọng tài video: Leodán González (Uruguay) |

### Cộng hòa Dominica vs Uzbekistan
| Cộng hòa Dominica   | 1–1      | Uzbekistan   |
| ------------------- | -------- | ------------ |
| - Núñez 51' (ph.đ.) | Chi tiết | - Odilov 58' |

| Cộng hòa Dominica | Uzbekistan |

| GK               | 1  | Xavier Valdez       |     |     |
| CB               | 4  | Edgar Pujol         |     |     |
| CB               | 12 | Joao Urbáez         |     | 82' |
| CB               | 5  | Luiyi de Lucas      | 55' | 88' |
| RM               | 17 | José de León        |     | 46' |
| CM               | 8  | Ángel Montes de Oca |     |     |
| CM               | 6  | Heinz Mörschel      |     |     |
| LM               | 9  | Rafael Núñez        |     |     |
| RF               | 18 | Nowend Lorenzo (c)  |     | 65' |
| CF               | 11 | Peter González      |     |     |
| LF               | 7  | Oscar Ureña         |     | 46' |
| Thay người:      |    |                     |     |     |
| DF               | 2  | Francisco Marizán   |     | 46' |
| MF               | 3  | Josué Báez          |     | 46' |
| MF               | 14 | Omar de la Cruz     |     | 65' |
| DF               | 16 | Nelson Lemaire      |     | 82' |
| DF               | 20 | Thomas Jungbauer    |     | 88' |
| Huấn luyện viên: |    |                     |     |     |
| Ibai Gómez       |    |                     |     |     |

| GK               | 12 | Vladimir Nazarov          |     |       |
| RB               | 2  | Saidazamat Mirsaidov      |     |       |
| CB               | 13 | Zafarmurod Abdurakhmatov  |     |       |
| CB               | 3  | Abdukodir Khusanov        | 25' |       |
| LB               | 5  | Mukhammadkodir Khamraliev |     |       |
| CM               | 18 | Abdurauf Buriev (c)       |     |       |
| CM               | 15 | Umarali Rakhmonaliev      |     | 90+3' |
| RW               | 8  | Ruslanbek Jiyanov         |     | 57'   |
| AM               | 19 | Ibrokhim Ibragimov        |     | 57'   |
| LW               | 20 | Alisher Odilov            |     | 84'   |
| CF               | 9  | Khusayin Norchaev         |     | 58'   |
| Thay người:      |    |                           |     |       |
| MF               | 10 | Jasurbek Jaloliddinov     |     | 57'   |
| FW               | 7  | Abbosbek Fayzullaev       |     | 57'   |
| FW               | 14 | Eldor Shomurodov          |     | 58'   |
| MF               | 17 | Diyor Kholmatov           |     | 84'   |
| DF               | 16 | Asadbek Rakhimjonov       |     | 90+3' |
| Huấn luyện viên: |    |                           |     |       |
| Timur Kapadze    |    |                           |     |       |

| Trợ lý trọng tài: Elvis Noupue (Cameroon) Liban Abdoulrazack Ahmed (Djibouti) Trọng tài thứ tư: Kim Yu-jeong (Hàn Quốc) Trợ lý trọng tài video: Rodrigo Carvajal (Chile) Trợ lý tổ trợ lý trọng tài video: Daiane Muniz (Brasil) |

### Tây Ban Nha vs Ai Cập
| Tây Ban Nha     | 1–2      | Ai Cập                  |
| --------------- | -------- | ----------------------- |
| - Omorodion 90' | Chi tiết | - Ibrahim Adel 40', 62' |

| Tây Ban Nha | Ai Cập |

| GK               | 22 | Alejandro Iturbe   |  |     |
| RB               | 2  | Marc Pubill        |  | 46' |
| CB               | 19 | Cristhian Mosquera |  |     |
| CB               | 12 | Jon Pacheco        |  |     |
| LB               | 15 | Miguel Gutiérrez   |  | 68' |
| CM               | 8  | Beñat Turrientes   |  | 63' |
| CM               | 16 | Adrián Bernabé     |  | 63' |
| RW               | 14 | Aimar Oroz         |  | 46' |
| AM               | 21 | Sergio Camello (c) |  |     |
| LW               | 7  | Diego López        |  |     |
| CF               | 18 | Samu Omorodion     |  |     |
| Thay người:      |    |                    |  |     |
| DF               | 20 | Juanlu Sánchez     |  | 46' |
| FW               | 17 | Sergio Gómez       |  | 46' |
| FW               | 11 | Fermín López       |  | 63' |
| MF               | 6  | Pablo Barrios      |  | 63' |
| DF               | 3  | Juan Miranda       |  | 68' |
| Huấn luyện viên: |    |                    |  |     |
| Santi Denia      |    |                    |  |     |

| GK               | 1  | Hamza Alaa         |    |       |
| RB               | 13 | Karim El Debes     |    | 46'   |
| CB               | 2  | Omar Fayed         |    | 70'   |
| CB               | 5  | Hossam Abdelmaguid |    |       |
| LB               | 4  | Ahmed Eid          | 4' | 90+7' |
| DM               | 17 | Mohamed Elneny (c) |    |       |
| CM               | 6  | Mohamed Shehata    |    | 81'   |
| CM               | 12 | Ahmed Nabil Koka   |    |       |
| RF               | 14 | Ahmed Sayed        |    |       |
| CF               | 9  | Osama Faisal       |    | 81'   |
| LF               | 10 | Ibrahim Adel       |    |       |
| Thay người:      |    |                    |    |       |
| MF               | 7  | Mahmoud Saber      |    | 46'   |
| DF               | 15 | Mohamed Tarek      |    | 70'   |
| FW               | 18 | Bilal Mazhar       |    | 81'   |
| MF               | 3  | Ahmed Atef         |    | 81'   |
| MF               | 8  | Ziad Kamal         |    | 90+7' |
| Huấn luyện viên: |    |                    |    |       |
| Rogério Micale   |    |                    |    |       |

| Trợ lý trọng tài: Micheal Barwegen (Canada) Lyes Arfa (Canada) Trọng tài thứ tư: Jelena Cvetković (Serbia) Trợ lý trọng tài video: Tatiana Guzmán (Nicaragua) Trợ lý tổ trợ lý trọng tài video: Daneon Parchment (Jamaica) |

## Kỷ luật của bảng đấu
Điểm kỷ luật sẽ được sử dụng như một tiêu chí xếp hạng nếu thành tích tổng thể và thành tích đối đầu của các đội bằng nhau. Điểm này được tính dựa trên số thẻ vàng và thẻ đỏ nhận được trong tất cả các trận đấu vòng bảng như sau:
- thẻ vàng thứ nhất: trừ 1 điểm;
- thẻ đỏ gián tiếp (thẻ vàng thứ hai): trừ 3 điểm;
- thẻ đỏ trực tiếp: trừ 4 điểm;
- thẻ vàng và thẻ đỏ trực tiếp: trừ 5 điểm;

Chỉ một trong các khoản trừ trên được áp dụng cho một cầu thủ trong một trận đấu.
| Đội               | Trận 1   | Trận 1                                    | Trận 1 | Trận 1            | Trận 2   | Trận 2                                    | Trận 2 | Trận 2            | Trận 3   | Trận 3                                    | Trận 3 | Trận 3            | Điểm |
| Đội               | Thẻ vàng | Thẻ vàng · Thẻ vàng-đỏ (thẻ đỏ gián tiếp) | Thẻ đỏ | Thẻ vàng · Thẻ đỏ | Thẻ vàng | Thẻ vàng · Thẻ vàng-đỏ (thẻ đỏ gián tiếp) | Thẻ đỏ | Thẻ vàng · Thẻ đỏ | Thẻ vàng | Thẻ vàng · Thẻ vàng-đỏ (thẻ đỏ gián tiếp) | Thẻ đỏ | Thẻ vàng · Thẻ đỏ | Điểm |
| ----------------- | -------- | ----------------------------------------- | ------ | ----------------- | -------- | ----------------------------------------- | ------ | ----------------- | -------- | ----------------------------------------- | ------ | ----------------- | ---- |
| Ai Cập            | 1        |                                           |        |                   | 2        |                                           |        |                   | 1        |                                           |        |                   | –4   |
| Uzbekistan        | 3        |                                           |        |                   | 1        |                                           |        |                   | 1        |                                           |        |                   | –5   |
| Cộng hòa Dominica | 2        |                                           |        |                   |          |                                           | 1      |                   | 1        |                                           |        |                   | –7   |
| Tây Ban Nha       | 5        |                                           |        |                   | 2        |                                           |        |                   |          |                                           |        |                   | –7   |